# Casey Roberts
Casey Roberts, talvolta indicato come Edwin Casey Roberts (Illinois, 9 maggio 1901 – Los Angeles, 29 maggio 1949), è stato uno scenografo statunitense.
Ha ricevuto tre volte la nomination ai Premi Oscar nella categoria migliore scenografia: nel 1943 (doppia) e nel 1949.

## Filmografia parziale
- 1926 - Camille
- 1938 - Le avventure di Tom Sawyer
- 1940 - Abramo Lincoln in Illinois
- 1942 - Captains of the Clouds
- 1942 - Mia moglie ha sempre ragione
- 1944 - Acque del sud
- 1948 - Giovanna d'Arco